# Чинса
Чинса (кор. 진사왕, 辰斯王, Jinsa-wang, Chinsa-wang; пом. 392) — корейський ван, шістнадцятий правитель держави Пекче періоду Трьох держав.

## Походження
Був молодшим братом вана Чхимрю. Відповідно до «Самгук Сагі» він зайняв трон, оскільки його племінник, майбутній ван Асін, був надто молодим. Натомість японська «Ніхон Сьокі» стверджує, що він узурпував владу в Пекче силою.

## Правління
За наказом вана були організовані численні напади на Когурьо, що зазіхала на території Пекче з півночі. 386 року він наказав усім чоловікам, старшим за 15 років, які проживали в Чонмонкьонгу (сучасний Кесон), виступити на північ і на захід для захисту кордонів. Попри всі намагання протистояти експансії, 392 року правитель Когурьо Квангетхо захопив більшу частину територій Пекче на північ від річки Хан. Того ж року війська Когурьо захопили замок Куанмі й загрожували столиці Пекче.
Відповідно до «Самгук Сагі» Чинса загинув під час полювання. Натомість «Ніхон Сьокі» стверджує, що його вбили прибічники його племінника Асіна.